# 박하속

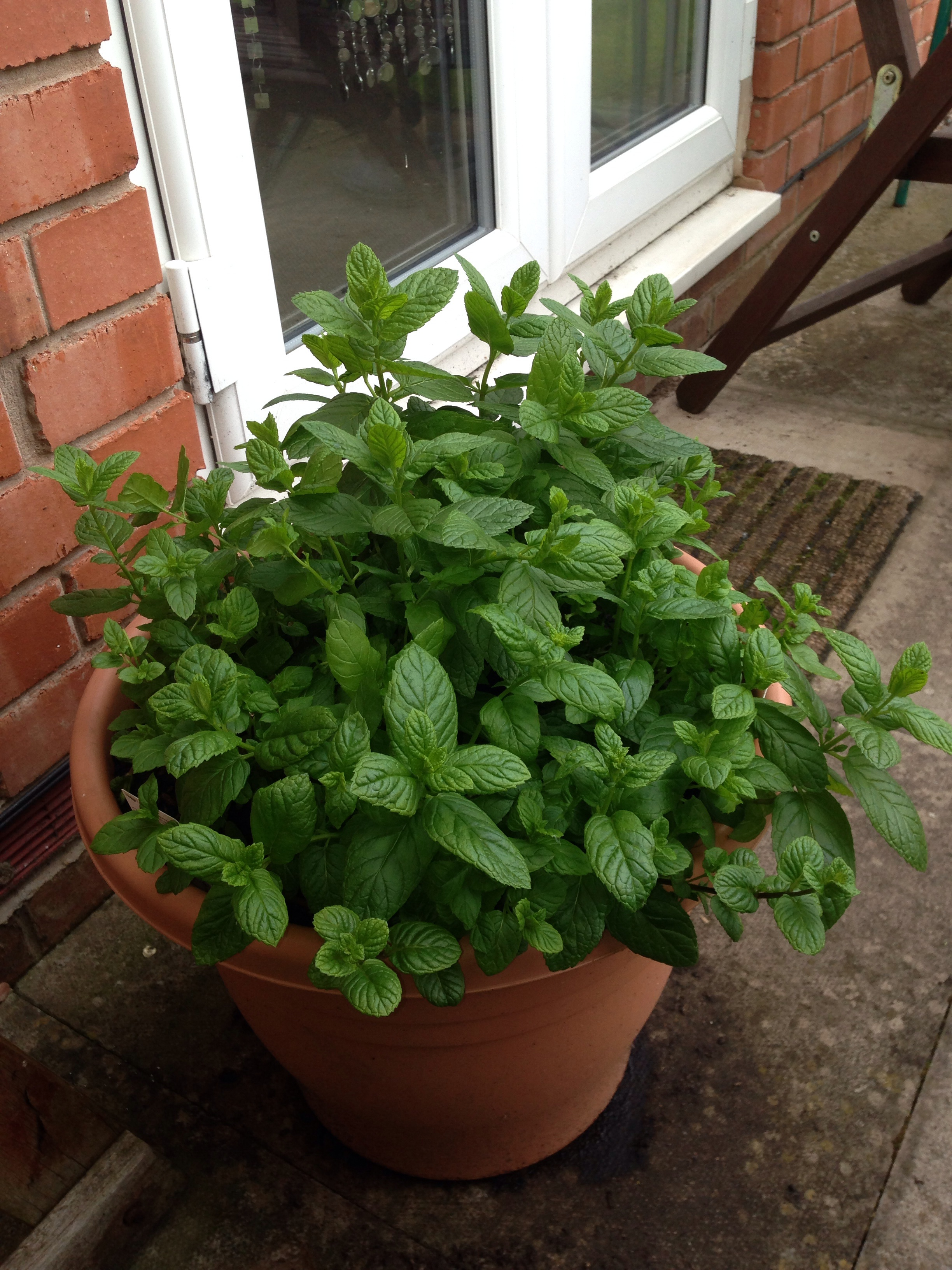
박하속

박하속(Mentha 멘타[*])은 꿀풀과의 식물 속이다. 박하속의 많은 식물이 민트(mint)라 불린다.
종은 명확하지는 않지만 그 수는 13개에서 18개로 추산된다. 종들 일부 간의 잡종은 자연스럽게 발생한다. 수많은 재배종뿐 아니라 여러 잡종이 알려져 있다.
이 속은 유럽, 아프리카, 아시아, 오스트레일리아, 북아메리카에 널리 분포한다.